# Júlio Zeferino Schultz Xavier
Júlio Zeferino Schultz Xavier ( 4. října 1850 –1939) byl portugalský kontradmirál.

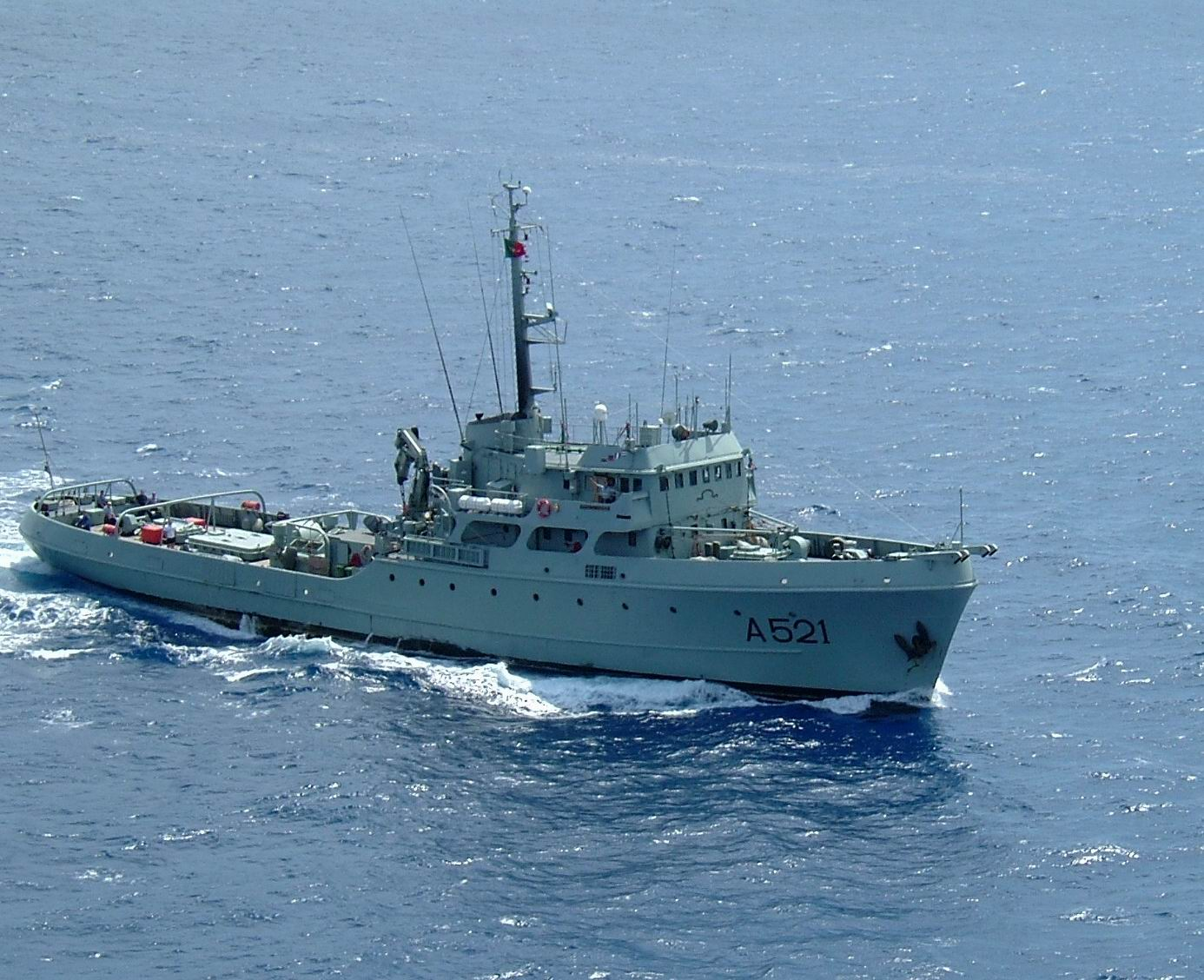
NRP Schultz Xavier

Schultz Xavier začal svoji činnost v portugalském vojenském námořnictvu vstupem do námořní školy v listopadu 1869. Po absolvování školy se dále specializoval na hydrografii.

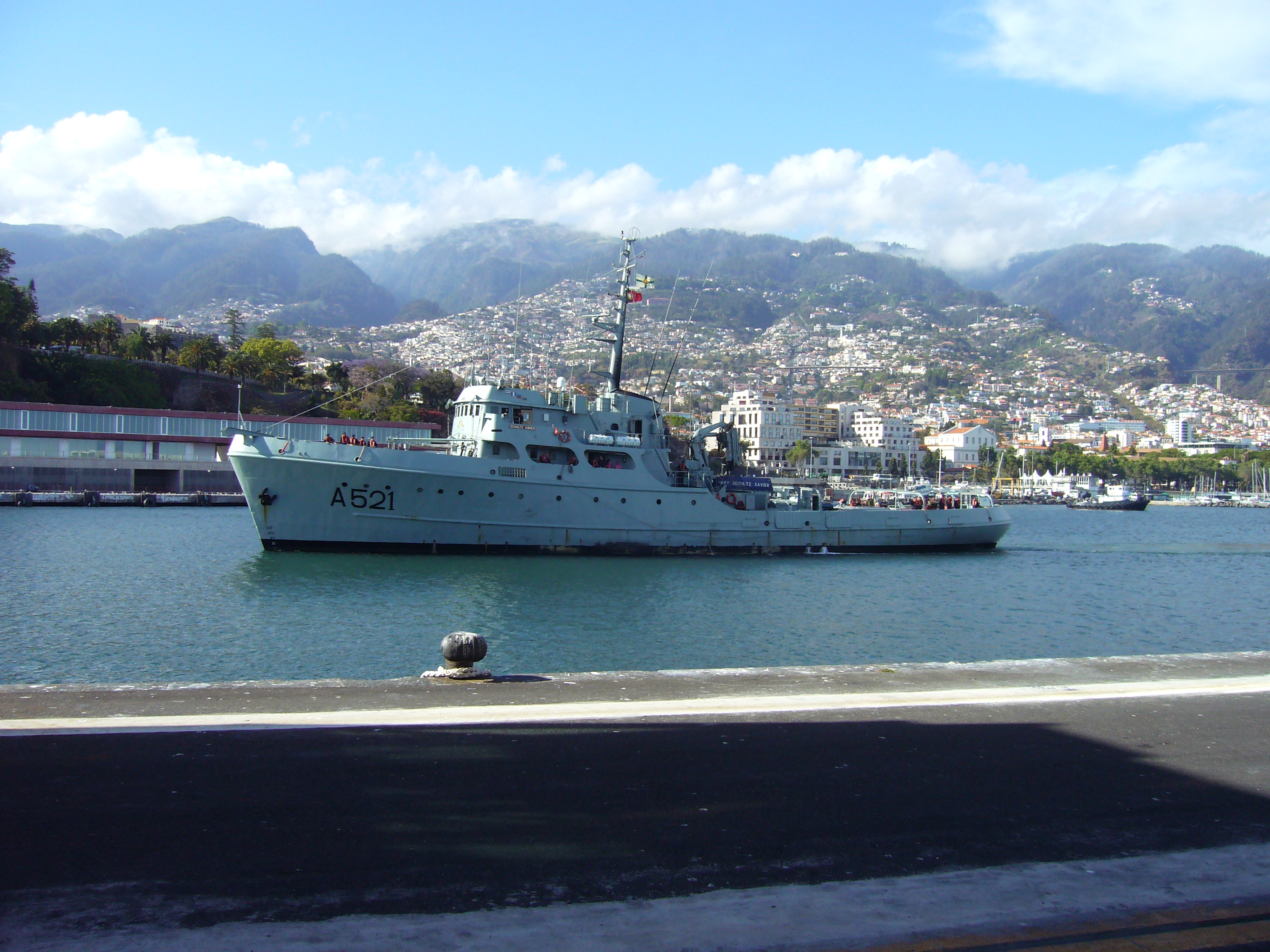
Loď Portugalského námořnictva NRP Schultz Xavier přijíždí do přístavu Funchal na ostrově Madeira - květen 2012.

Proslul především jako tvůrce plánu z roku 1902 na reorganizaci majáků a námořní signalizace v Portugalsku a jeho zámořských územích. Řadu roků zastával funkci ředitele majáků, o které se v Portugalsku stará vojenské námořnictvo.
Jeho jméno nese dnes loď NRP Schultz Xavier, která se stará o majáky v Portugalsku, na Azorách a souostroví Madeira. Loď byla postavena roku 1972 (nahradila ve službě loď NRP Almirante Schultz z roku 1929). Loď provádí i kontrolu čistoty vod a ekologie moře. Má také 12tunový jeřáb a přetlakovou komoru.

## Vyznamenání
- rytíř Řádu avizských rytířů, Portugalsko
- důstojník Řádu avizských rytířů, Portugalsko
- komtur Řádu avizských rytířů, Portugalsko
- velkodůstojník Řádu avizských rytířů, Portugalsko